# ثقافة حيوية
ثقافة حيوية (بالإنجليزية: Bioculture)‏، هي مزيج من العوامل البيولوجية والثقافية التي تؤثر على السلوك البشري. وتضم المجالات المندمجة والمختلفة في العلوم الطبية والعلوم الاجتماعية ودراسات المنطقة، والدراسات والثقافة، والتكنولوجيا الحيوية، ودراسات العجز أو العوق، والعلوم الإنسانية، والبيئة الاقتصادية والعالمية. الثقافة الحيوية تحدد النشاط وتوطيد الأفكار التي تنشأ عندما يتقاطع الإنسان مع التكنولوجية.